# Homòlisi

Esquema d'una homòlisi en una molècula AB

El peròxid de dibenzoil s'empra com a iniciador de reaccions de radicals. Amb una petita aportació de calor es romp per homòlisi en dues etapes

Una homòlisi és el procés que s'esdevé en una reacció química consistent en la ruptura d'un enllaç químic de forma homogènia; sobre cadascun dels dos fragments que es produeixen, anomenats radicals, resta un electró procedent del doblet electrònic enllaçant. Aquesta ruptura pot ser catalitzada per la llum (fotòlisi), per la calor (piròlisi) o per uns altres radicals.
Aquest terme prové del grec ὅμοιος, homoios, "igual," i de λύσις, lusis, "ruptura".